# Нон
Нон или Нон от Панополис (на гръцки: Νόννος; на латински: Nonnus) е старогръцки епически поет от V в. Роден е в египетския град Панополис (на древноегипетски: Khent-min, днес гр. Ахмим (Akhmim)). Автор на най-обемистия и последен за Античността епос „Деянията на Дионис“ (или „Дионисиака“, на гръцки: Διονυσιακά), с обем от 48 книги (песни) и над 25 000 стиха. Епическата поема е посветена на живота на бог Дионис и Нон се опитва да разкаже всичко, което е известно за този бог. Това прави произведението му особено ценно, тъй като почти всички произведения преди Нон, пресъздаващи митовете за Дионис и неговите мистерии, са изгубени. Освен това на тази поема може да се гледа и като на митологична енциклопедия, защото в нея са предадени митове за Тифон, Кадъм, Загрей, Девкалион, Персей и много други митологични персонажи. В поемата си той се придържа към класическите модели от Късната Античност, като разностранната фабула и прецизно построените хекзаметри му създават славата на майстор, който е едва ли не от ранга на Омир. 
Към края на живота си Нон приема християнството и според едно предание става епископ на Панополис. Известна е негова стихотворна парафраза в хекзаметри на евангелието от Йоан (поемата „Деянията на Исус“), с което слага началото на жанра на стихотворната парафраза, станал по късно много популярен - в епохата на Византия.
„Деянията на Дионис“ е издадена за първи път през 1569 г. в Антверпен.